# Languidez
Languidez é o primeiro disco solo da cantora brasileira Jane Duboc. Ele foi lançado em 1981 pela pequena e hoje extinta gravadora Aycha Discos. É considerado pela crítica especializada e pelo público um dos melhores e mais sofisticados trabalhos da cantora.
Em 2004, o álbum foi relançado pela primeira vez em CD, via JAM Music - selo pertencente à própria cantora. "Esse projeto faz parte das comemorações dos 30 anos de minha carreira, que iniciei com meu álbum anterior, Sweet Lady Jane".

## Sobre o Álbum
Segundo a própria Jane Duboc: "Pode-se pensar que é um disco só de músicas românticas, lentas. A própria música Languidez é um bolero, mas na verdade acabou entrando no repertório escolhida pelo (produtor) Raimundo Bittencourt. Mas na época eu cantava mais blues, bossa, e isso se reflete no clima geral do disco."
O álbum contou com várias participações ilustres, como Toninho Horta, Djavan, Sivuca e outros. A canção "Manoel, o audaz" (Toninho Horta e Fernando Brant), ganhou clipe no programa "Fantástico", da Rede Globo.

### Relançamento de 2004
Em 2004, em comemoração aos 30 anos de carreira da Jane, o álbum foi relançado pela primeira vez em CD. O material, porém, não ganhou remixagens nem remasterização, uma vez que as fitas originais foram perdidas numa enchente, ainda nos anos 80. Segundo Jane, "as fitas originais foram perdidas numa enchente nos anos 80. Pegamos um vinil da época, cedido pelo Pedro Paulo, que é do meu fã-clube oficial - o disco estava em ótimas condições. O som ficou muito bom, pois o técnico que gravou tudo na época foi quem coordenou a tranposição agora."

## Faixas
| N.º | Título                                                          | Compositor(es)                | Duração |  |
| 1.  | "Que Outro Dia Amanheça (Part. Especial: Márcio Lott e Sivuca)" | Édson, Terezinha Fagá         |         |  |
| 2.  | "Cachoeira (Part. Especial: Oswaldo Montenegro)"                | Oswaldo Montenegro            |         |  |
| 3.  | "Menino"                                                        | Eliane Stoducto, Aécio Flávio |         |  |
| 4.  | "Manuel o Audaz"                                                | Toninho Horta, Fernando Brant |         |  |
| 5.  | "Estrela do mar"                                                | Wilson Cachaça                |         |  |
| 6.  | "Meu Homem"                                                     | Jane Duboc                    |         |  |
| 7.  | "Languidez"                                                     | Irinéia Maria, Sueli Correia  |         |  |
| 8.  | "Para-Raio"                                                     | Djavan                        |         |  |
| 9.  | "Saudade"                                                       | Nato Gomes                    |         |  |
| 10. | "Avesso do avesso"                                              | Raul Miranda, Irinéia Maria   |         |  |
| 11. | "Bonita"                                                        | Ray Gilbert, Tom Jobim        |         |  |
| 12. | "Paisagem Latina"                                               | Alberto Arantes, Piry         |         |  |

## Créditos Musicais
| Faixa 1 - Arranjo: Eduardo Souto Neto - Participação Especial: Márcio Lott - Violão: Toninho Horta - Guitarra: Hélio Delmiro - Piano: Eduardo Souto Neto - Bateria: João Cortez - Baixo: Arthur O. da Costa Maia - Acordeon: Sivuca Faixa 2 - Arranjo: Waltel Blanco - Participação Especial: Oswaldo Montenegro - Violão: Waltel Blanco, C. Cartier - Baixo: Luizão - Piano: Luiz Avelar - Bateria: João Cortez Faixa 3 - Arranjo: Alberto Arantes - Violão: Zé Carlos - Baixo: Luizão - Bateria: João Cortez - Piano: Luiz Avelar - Bells: Antônio Almeida da Anunciação Faixa 4 - Arranjo: Toninho Horta - Violão: Toninho Horta - Guitarra: Hélio Delmiro - Baixo: Arthur Oliveira da Costa Maia - Bateria: João Cortez - Piano Phender Rhodes: Eduardo Souto Neto - Piano Yamaha: Luiz Avelar - Percussão: Chico Batera e Chacal | Faixa 5 - Arranjo: Waltel Blanco - Violão: Wilson Cachaça e C. Cartier - Guitarra: Hélio Delmiro - Percussão: Chico Batera e Chacal - Bateria: João Cortez - Piano: Luiz Avelar - Baixo: Luizão Faixa 6 - Arranjo: Alberto Arantes - Violão: Jane Duboc - Baixo: Luizão - Guitarra: Hélio Delmiro - Harpa: Wanda Cristina Mota Faixa 7 - Arranjo: Luiz Avelar - Piano: Luiz Avelar - Baixo: Luizão - Guitarra: Hélio Delmiro Faixa 8 - Arranjo de base: Djavan - Arranjo de cordas e metais: Luiz Avelar - Violão: Djavan - Piano: Luiz Avelar - Baixo: Luizão - Bateria: João Cortez - Guitarra: Hélio Delmiro - Percussão: Chico Batera e Chacal | Faixa 9 - Arranjo: Otávio Burnier - Piano: Luiz Avelar - Baixo: Sérgio Brandão Faixa 10 - Arranjo: Luiz Avelar - Piano: Luiz Avelar - Guitarra: Hélio Delmiro - Bateria: Claudio Caribé - Baixo: Paulo Russo - Vibrafone: Jotinha Faixa 11 - Arranjo: Alberto Arantes - Piano: Luiz Avelar - Violão: Zé Carlos - Bateria: João Cortez - Baixo: Luizão Faixa 12 - Arranjo: Alberto Arantes - Piano: Luiz Avelar - Baixo: Luizão - Guitarra: Zé Carlos - Bateria: João Cortez |

### Demais Créditos Musicais
- Sax Soprano – Nogueira;
- Sax Alto – Jorge, Netinho;
- Sax Tenor – Jaime Araújo, Biju e Zé Bodega;
- Sax Barítono – Aurino Ferreira de Oliveira;
- Fagote – Antônio Elmo Mendonça Bruno;
- Trumpete – Formiga (José Pinto);
- Clarinete – Mazinho, Clóvis Timóteo Guimarães e Botelho;
- Clarone – Biju (Moacir Marques da Silva);
- Flugelhorn – Marcio Montarroyos e Maurílio da Silva Santos;
- Trombone – Edmundo Maciel, Jessé e Jorge de Magalhães Berto;
- Flautas – Jorge Ferreira da Silva; Paulo Guimarães Ferreira, Mauro Senise, Celso Woltzenlogel e Nogueira;
- Oboé – Cleber Veiga; Corninglês – Braz Limongi;
- Trompa – Antonio Carlos Sobrinho;
- Cordas – Giancarlo Pareschi

### Ficha Técnica
- Produção: Raymundo Bittencourt
- Técnico de Gravação: Carlos de Andrade
- Mixagem: Carlos de Andrade e Max Pierre
- Arregimentação: Paschoal Perrota
- Capa: Tuninho de Paula e Vera Roesler
- Fotos: Bruno Lins
- Arte Final: Tuninho de Paula